# Gustaf Björnstjerna
Gustaf Magnus Oscar Roger Björnstjerna, född 6 juli 1847 i Livgardet till häst församling, Stockholm, död 13 augusti 1942 i Stockholms-Näs församling, Stockholms stad, var en svensk greve och militär. Han var son till Carl Björnstjerna och far till Carl Björnstjerna.

## Biografi
Björnstjerna blev student vid Lunds universitet 1863. Han blev underlöjtnant vid Livgardet till häst 1865, löjtnant där 1869, ryttmästare där 1883 och major där 1889. Han befordrades till överstelöjtnant vid Smålands husarregemente 1891. Björnstjerna blev som överstelöjtnant chef för Norrlands dragonregemente 1893. Han var överste och chef för Skånska dragonregementet 1895–1907. Björnstjerna blev överste i Första arméfördelningens reserv 1907. Han blev greve vid sin äldre brors död 1906. Björnstjerna invaldes som ledamot av Krigsvetenskapsakademien 1887. Han blev riddare av Svärdsorden 1885, kommendör av andra klassen av samma orden 1898 och kommendör av första klassen 1902.